# 더 플랜 (2017년 영화)
《더 플랜》(영어: The Plan)은 2017년 공개된 대한민국의 다큐멘터리 영화이다. 대한민국 제18대 대통령 선거의 개표 부정 의혹에 대한 내용을 다룬다. 대한민국 18대 대선에서 '전자 개표 시스템'을 처음 도입하여 사용한것에 대하여, 당시 개표 시스템이 미리 조작된 프로그램을 사용하여 부정선거를 하였다는 의혹을 탐사한 다큐멘터리 영화이다.

## 출연진
- 김어준
- 김재광
- 헨리 E. 프레디
- 필립 B. 스타크
- 데이비드 D. 딜
- 베브 해리스
- 클린트 커티스
- 존 C. 보니파즈
- 더글라스 W. 존스
- 브래드 프리드먼
- 현화신
- 전희경
- 콘스탄츠 커츠
- 롭 홍크레이브
- 울리히 비스너
- 카리나 스콘
- 이정렬
- 송영길
- 박한용
- 권석철
- 한홍구
- 조해수
- 조유빈
- 송병우
- 윤환철
- 김난경
- 최영남
- 봉투 Y
- 봉투 K
- 봉투 T
- 김상호
- 곽경숙
- 강선미
- 한길순
- 권성선